# Nederlandse Vioolbouwschool
Sinds 2004 is er in Nederland een vioolbouwschool. De school is opgericht door Dirk Jacob Hamoen en is gevestigd in Makkum. Op de school wordt onderwijs gegeven in het bouwen van houten snaarinstrumenten, voornamelijk viool, altviool, cello en contrabas. Het uitgangspunt van de school is de Italiaanse vioolbouw aangevuld met praktische ervaringen die zich nog steeds verder ontwikkelen.
De lessen bestaan uit praktijkonderwijs waarbij volgens een ambachtelijke methode gewerkt wordt, wat tot bovengemiddelde resultaten leidt.